# Pietro Boselli
Pietro Boselli (sinh ngày 03 tháng 12 năm 1988) là một kỹ sư người Ý, cựu giảng viên toán học tại Đại học College London và đồng thời là một người mẫu nổi tiếng.

## Tiểu sử
Pietro bắt đầu làm người mẫu nhí từ năm 6 tuổi cho Armani Junior và sau đó anh học tiếp ngành Kỹ thuật cơ khí tại Đại học College London, tốt nghiệp khóa học với bằng Cử nhân Kỹ thuật năm 2010.
Pietro học khóa học Tiến sĩ về Triết học năm 2010. Anh đã hoàn thành nghiên cứu tiến sĩ vào ngày 16 tháng 2 năm 2016. Vào tháng 1 năm 2014, một học trò của Pietro đã chú ý đến vẻ đẹp của anh và lén chụp hình anh đăng lên Facebook; Trong vòng một năm sau đó, bài đăng Facebook này đã được chia sẻ và lan tỏa hình ảnh của anh một cách nhanh chóng. Boselli sau đó đã ký kết hợp đồng người mẫu agency Models 1 của Anh. Từ đó Pietro được mệnh danh là “giáo viên toán học quyến rũ nhất thế giới”. Tính đến tháng 7 năm 2017, tài khoản Instagram của anh có trên 2,1 triệu người theo dõi.

## Sự nghiệp người mẫu
Pietro Boselli đã tham gia vào nhiều chiến dịch quảng cáo  high fashion như làm mẫu cho hãng thời  trang danh tiếng Abercrombie & Fitch của Mỹ và là người mẫu cho chuỗi phòng gym Equinox. Anh cũng xuất hiện trên bìa tạp chí danh tiếng GQ Style của Trung Quốc và tạp chí Attitude của Anh.